# Trachydora
Trachydora is een geslacht van vlinders uit de familie prachtmotten (Cosmopterigidae).

## Soorten
- T. actinias Meyrick, 1897
- T. anthrascopa Lower, 1904
- T. aphrocoma Meyrick, 1897
- T. argoneura Lower, 1904
- T. astragalota Meyrick, 1897
- T. capnopa (Lower, 1894)
- T. centromela Lower, 1904
- T. corysta Meyrick, 1897
- T. chalybanthes Meyrick, 1897
- T. chlorozona Meyrick, 1897
- T. chrysodoxa Meyrick, 1913
- T. dionysias Meyrick, 1921
- T. droserodes Meyrick, 1897
- T. euryplaca (Lower, 1894)
- T. heliodora (Lower, 1894)
- T. heliotriche (Lower, 1894)
- T. holochorda Meyrick, 1915
- T. illustris Meyrick, 1897
- T. iocharis Meyrick, 1918
- T. iridoptila Meyrick, 1921
- T. leucobathra Lower, 1904
- T. leucodela Lower, 1920
- T. leucoma (Lower, 1897)
- T. leucura Meyrick, 1897
- T. microleuca Lower, 1904
- T. molybdimera Lower, 1904

- T. musaea Meyrick, 1897
- T. nomodoxa Meyrick, 1897
- T. oxypeuces Turner, 1939
- T. oxyzona Meyrick, 1897
- T. pauxilla Lower, 1920
- T. peroneta Meyrick, 1897
- T. placophanes Meyrick, 1897
- T. plumigera (Meyrick, 1916)
- T. polyzona Lower, 1904
- T. porphyrescens (Lower, 1894)
- T. psammodes Meyrick, 1897
- T. rhachitis Meyrick, 1913
- T. scandalotis Meyrick, 1921
- T. stephanopa Meyrick, 1897
- T. thachitis Meyrick, 1913
- T. thyrsophora Meyrick, 1897
- T. ussuriella Sinev, 1981
- T. zophopepla Lower, 1904